# Guillaume de Machaut
Guillaume de Machaut (también Machault) (Machault?, Reims, c. 1300 – Reims, abril de 1377) fue un clérigo, poeta y compositor medieval francés. Su proyección fue enorme y es históricamente el máximo representante del movimiento conocido como Ars nova, siendo considerado el más célebre compositor del siglo XIV. Contribuyó al desarrollo del motete y de la canción secular. Compuso la Messe de Nostre Dame en cuatro partes, que es la primera misa polifónica conocida escrita por un solo compositor. Su forma de componer, tanto en su producción religiosa como profana, influyó en numerosos compositores posteriores.

## Vida
Machaut nació alrededor del año 1300 y fue educado en algún lugar cercano a Reims. Su apellido parece derivar de la cercana ciudad de Machault, a unos 30 km al este de Reims en la región de Ardennes. Aunque la mayoría de los musicólogos coinciden en que su lugar de nacimiento fue el mismo Reims. Fue secretario de Juan I, conde de Luxemburgo y rey de Bohemia, del año 1323 a 1346. Además se hizo canónigo durante ese período. A menudo acompañaba al rey Juan en sus varios viajes y expediciones militares alrededor de Europa (incluso a Praga). Fue nombrado canónigo de Verdún en 1330, de Arras en 1332 y de Reims en 1333. En 1340, cuando vivía en Reims, renunció a su puesto de canónigo a petición del Papa Benedicto XII. En 1346 el rey Juan falleció en la Batalla de Crécy y Machaut, que ya era famoso, pasó a prestar sus servicios a otros aristócratas y mandatarios, incluida la hija del rey Juan, Bona de Luxemburgo (que murió de peste negra en 1349), Carlos II de Navarra, Jean de Berry y Carlos, Duque de Normandía, quién se convertiría en el rey Carlos V de Francia en 1364.
Machaut sobrevivió a la peste negra que devastó Europa y pasó los últimos años de su vida viviendo en Reims, componiendo y supervisando todos los manuscritos de su obra. Su poema Le Voir Dit (probablemente compuesto entre 1361 y 1365) parece ser autobiográfico, memorando una antigua relación amorosa con Péronne d'Armentières, una chica joven de diecinueve años, aunque esto es objeto de controversia.
Cuando Guillaume murió en 1377, otros compositores como François Andrieu escribieron elegías lamentando su muerte.

## Obra literaria

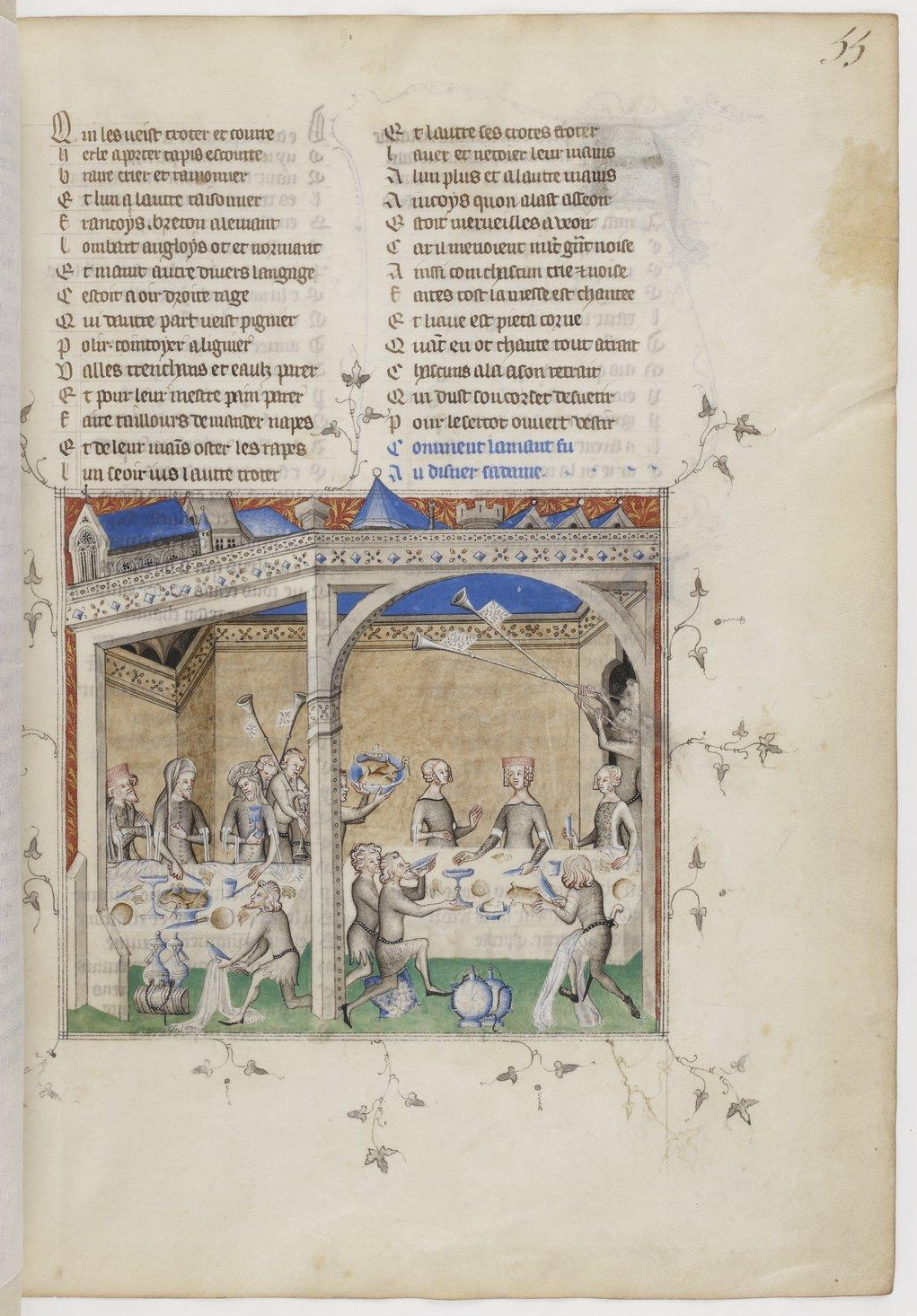
Le Remède de Fortune.

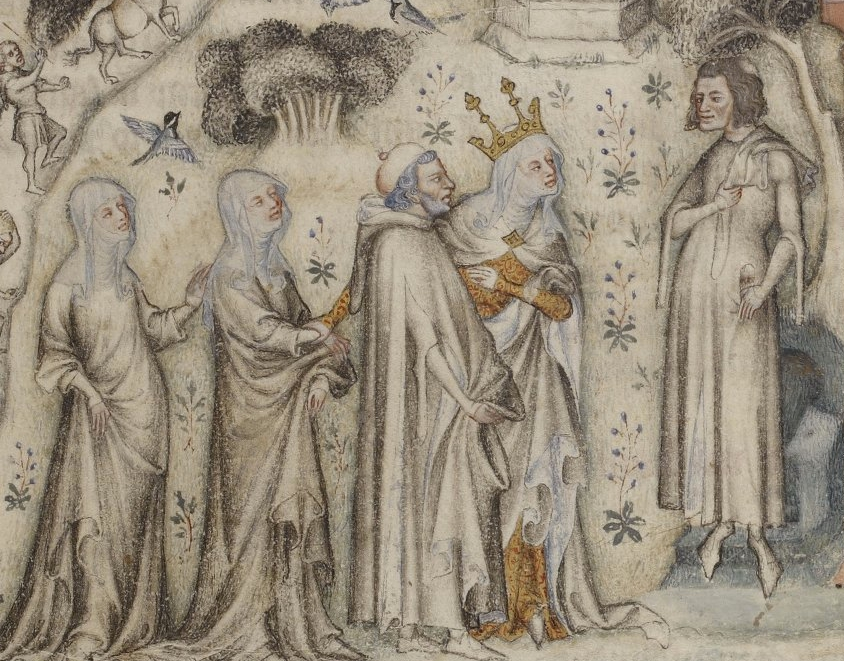
Machaut a la derecha, miniatura francesa del s. XIV. Es una escena alegórica en la que la Naturaleza ofrece a Machaut tres de sus hijos: el Sentido, la Retórica y la Música.

La obra de Guillaume de Machaut se compone de unos 400 poemas, incluyendo 235 ballades, 76 rondeaux, 39 virelais, 24 lais, 10 complaintes y 7 chants royaux. Machaut hizo mucho por perfeccionar y codificar estas formas fijas. Gran parte de su producción lírica se halla inserta en la categoría de poemas narrativos o dits como Le Remède de Fortune (El remedio de la fortuna) y Le Voir Dit (Una historia auténtica). Muchos de sus poemas no tienen música; Guillaume afirmó fehacientemente que para él, escribir un poema siempre era previo (y tenía mayor importancia) que componer su música. Compuso también motetes de corte latino y religioso, así como otros invocando los horrores de la guerra y el cautiverio. Pero la gran mayoría de sus poemas líricos tratan del amor cortés, refiriéndose a la sumisión a una dama; o bien a las penas y alegrías del poeta. En términos técnicos, Machaut fue un maestro en elaborar rimas planeadas en esquemas y esta inquietud le convirtió en un precursor de los grandes retóricos del siglo XV.
En la producción narrativa de Guillaume de Machaut ocupa un lugar preponderante el dit (literalmente "dicho", es decir, un poema que no pretende ser cantado). Estos poemas narrativos en primera persona (de los cuales todos menos uno se hallan escritos en pareados octosílabos, al igual que el roman francés  o "romano" de la misma época) siguen muchas de las convenciones del poema Roman de la Rose, incluida la utilización de sueños alegóricos (songes), personajes alegóricos y la situación del narrador-amante tratando de satisfacer o regresar a su dama. Machaut también es responsable de una crónica poética de los hechos de la caballería (la Prise d'Alejandrie) y de obras poéticas de consolación y filosofía moral. Por otra parte, su inusual uso reflexivo de sí mismo en tanto que persona lírica, como narrador de sus dits, da a conocer algunas de sus visiones filosóficas personales.
Sobre el final de su vida, Machaut escribió un tratado poético de sus trabajos (su "Prólogo").
La poesía de Machaut tuvo un efecto directo sobre las obras de Eustache Deschamps, Jean Froissart, Christine de Pisan, Renato I de Nápoles y Geoffrey Chaucer, entre muchos otros.

### Principales obras narrativas
- Le Remède de Fortune (El remedio de la fortuna, c. 1340, antes de 1357).- Una dama le pregunta al narrador si el poema que ha encontrado es de su autoría; éste se aleja de ella y llega a un jardín donde la Esperanza le consuela y le enseña cómo ser un buen amante; para después volver con la dama.

- Jugement du roy de Behainge (El juicio del rey de Bohemia, antes de 1346).- El narrador escucha un debate entre una dama cuyo amante murió y un caballero traicionado por su dama; con el fin de proclamar a uno u otro el más miserable, el narrador busca el consejo del rey de Bohemia que consulta alegorías y el caballero triste es declarado ganador.

- Dit du Lyon (Historia del león, 1342).- El narrador llega a una isla mágica y un león lo guía hacia donde se encuentra una hermosa dama; un viejo caballero se acerca al narrador y le revela el significado de lo que ve y le ofrece consejos para ser un mejor amante.

- Dit de l'Alérion o Dit des Quatre Oiseaux (Historia de los cuatro pájaros, anterior a 1349).- Un cuento de amor simbólico, en que el narrador cría a cuatro pájaros distintos, pero cada uno de ellos huye; un día el primer pájaro (y preferido) retorna a él.

- Jugement du roy de Navarre (El juicio del rey de Navarra, 1349).- Siguiendo la trama del Jugement du roy de Behainge, una dama culpa al narrador por otorgar el premio al caballero; el rey de Navarra es consultado y condena al poeta.

- Confort d'ami (1357).- Dedicado a Carlos II de Navarra, que era prisionero en Francia, este consuelo poético ofrece ejemplos (exempla) bíblicos y clásicos de fortaleza.

- Dit de la Fontaine amoureuse o Livre de Morpheus (Historia de la fontana amorosa, 1361).- El narrador se encuentra con un amante desesperado que debe separarse de su dama, los dos hombres llegan a una fuente mágica donde se quedan dormidos y en un sueño la dama consuela a su amante.

- Le Voir Dit (Una historia real, c. 1362-5).- Este poema, a menudo considerado obra maestra de Machaut y en ocasiones visto como autobiográfico, habla de la tristeza y la separación del amante de su dama y de los falsos rumores que se propagan sobre él. El relato está repleto de cartas en prosa y de poemas líricos intercambiados por los desdichados amantes.

- Prise d'Alexandrie (La toma de Alejandría, después de 1369).- Es un relato poético de las hazañas de Pedro de Lusignan, rey de Jerusalén y de Chipre.

- Prologue (c. 1372).– Fue escrito al final de su vida con la intención de constituir un prefacio de sus obras completas, esta alegoría describe los principios de la poesía, la música y la retórica de Machaut.

Otras obras narrativas son:
- Dit de la Marguerite (hacia 1364)
- Dit dou Cerf Blanc  (hacia 1364)
- Dit de la Rose (después de 1364)
- Dit dou Cheval (hacia 1370)
- Dit dou Vergier
- Dit de la Harpe

## Obra musical

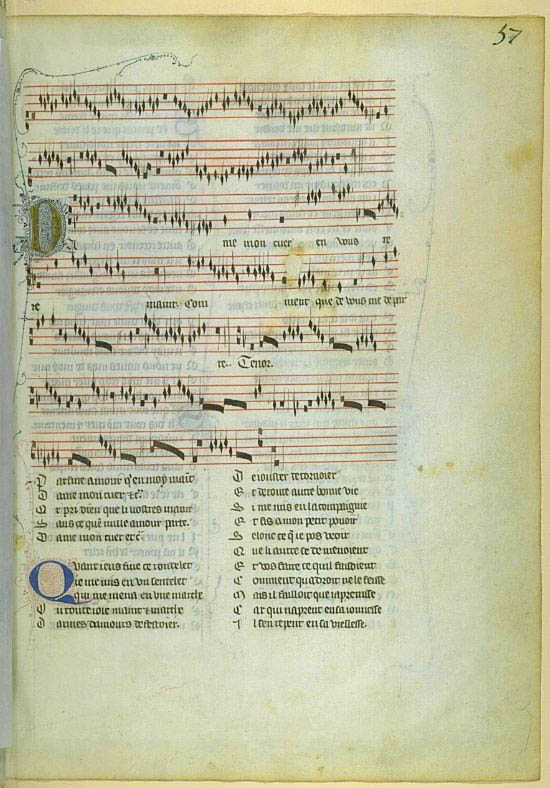
Rondeau Dame, mon cuer en vous remaint

Como compositor del siglo XIV, la producción de canción secular de Machaut incluye lais y virelais monofónicos, que continúan en formas actualizadas algunos integrantes de la tradición de los trovadores. También trabajó en las formas polifónicas de la ballade y rondeau y escribió la primera configuración completa del ordinario de la misa que se puede atribuir a un solo compositor.  Se trata de la Messe de Nostre Dame en cuatro partes, que es la primera misa polifónica conocida escrita por un solo compositor. 
Machaut fusiona los estilos y técnicas de su tiempo para crear una serie de obras maestras que según la revista Classicfm le sitúan en la cumbre de la música del siglo XIV.

### Música profana
Las letras de las obras de Machaut casi siempre han tratado el tema del amor cortés. Una de las pocas piezas escritas para conmemorar un evento en particular es M18 "Bone Pastor / Bone Pastor / Bone Pastor". 
Machaut se dedicó a componer la mayor parte de su producción musical en cinco géneros: el lai, el virelai, el motete, la ballade y el rondeau. En estos géneros Machaut observó las formes fixes básicas, aunque utilizando a menudo una configuración creativa del texto y de las cadencias. Por ejemplo, la mayoría de las frases de los rondeaux finalizan con un largo melisma en la penúltima sílaba. Sin embargo, algunos de los rondeaux de Machaut, como R18 "Puls qu'en oubli", siguen en su mayor parte un tratamiento silábico. Los motetes de Machaut a menudo contienen los textos religiosos en el tenor, por ejemplo en la obra M12 "Corde mesto cantando / Helas! pour quoy virent / Libera me". Por el contrario las dos voces superiores en estas composiciones a tres voces, cantan textos  seculares franceses, creando interesantes concordancias entre lo sacro y lo profano.  No obstante, en otros géneros no utilizó textos religiosos.

### Música sacra
El arreglo cíclico de la misa de Machaut, su Messe de Nostre Dame (Misa de Nuestra Señora), fue compuesta probablemente para la catedral de Reims a principios de la década de 1360. Si bien no es la primera misa cíclica -la Misa de Tournai es anterior- sí fue la primera escrita por un solo compositor y concebida como una unidad. Probablemente Machaut estaba familiarizado con la Misa de Tournai ya que la Misa de Notre Dame comparte muchos rasgos estilísticos con ella, incluyendo interludios sin texto. 

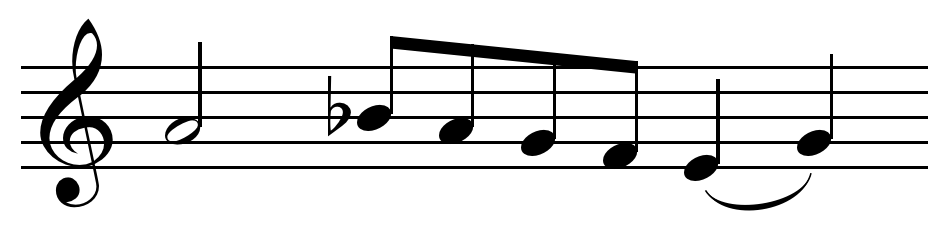
Motivo de la Messe de Nostre Dame, que destaca por su longitud de siete notas.

El hecho de que esta misa de Machaut sea realmente cíclica se pone en duda; tras largos debates algunos musicólogos todavía están profundamente divididos. Sin embargo, hay consenso en que esta misa es como mínimo una precursora de las misas cíclicas de finales del siglo XV de autores como Josquin des Prez. La misa de Machaut se diferencia de estas en las siguientes características: 
- No mantiene un centro tonal a lo largo de toda la obra, puesto que la misa utiliza dos modos distintos. Uno de ellos para Kyrie, Gloria y Credo, otro para Sanctus, Agnus e Ite missa est);
- No hay un tema melódico extendido que corra claramente a través de todos los movimientos y la misa no utiliza la técnica de la parodia;
- Existe una considerable evidencia de que esta misa no se compone en un solo acto creativo; que los movimientos pueden haber sido colocados juntos no quiere decir que fueron concebidos así.[7]

No obstante, la misa se puede decir que es estilísticamente coherente y ciertamente los cantos elegidos son todos alabanzas a María, la madre de Jesús. La posibilidad de que la pieza fue escritas o ensambladas para ser interpretada en una celebración concreta, añade peso a la afirmación de que la misa es cíclica. Con anterioridad había sido ampliamente aceptado que esa celebración era la coronación de la Carlos V, pero en la erudición moderna se considera poco probable. La intención del compositor de que la pieza fuese interpretada como un arreglo de misa completo hace que la Messe de Nostre Dame se considere una composición cíclica.

### Listado de obras musicales
Ballades

Douce dame jolie

- B1 - S'Amours ne fait par sa grace adoucir
- B2 - Helas ! tant ay doleur et peinne
- B3 - On ne porroit penser ne souhaidier
- B4 - Biauté qui toutes autres pere
- B5 - Riches d'amour et mendians d'amie
- B6 - Dous amis, oy mon complaint
- B7 - J'am miex languir en ma dure dolour
- B8 - De desconfort, de martyre amoureus
- B9 - Dame, ne regardez pas
- B10 - Ne penez pa, dame, que je recroie
- B11 - N'en fait n'en dit n'en pensée
- B12 - Pour ce que tous me chans fais
- B13 - Esperance qui m'asseüre
- B14 - Je ne cuit pas qu'oncques à creature
- B15 - Se je me pleing, je n'en puis mais
- B16 - Dame, comment qu'amez de vous ne soie
- B17 - Sans cuer m'en vois / Amis, dolens / Dame, par vous
- B18 - De petit po, de niant volenté
- B19 - Amours me fait desirer
- B20 - Je suis aussi com cils qui est ravis
- B21 - Se quanque amours puet donner à amy
- B22 - Il m'est avis qu'il n'est dons de Nature
- B23 - De Fortune me doi pleindre et loer
- B24 - Tres douce dame que j'aour
- B25 - Honte, paour, doubtance de meffaire
- B26 - Donnez, signeurs, donnez à toutes mains
- B27 - Une vipere en cuer ma dame meint
- B28 - Je puis trop bien ma dame comparer
- B29 - De triste cuer / Quant vrais amans / Certes, je di
- B30 - Pas de tor en thiès païs
- B31 - De toutes flours n'avoit et de tous fruis
- B32 - Plourez, dames, plourez vostre servant
- B33 - Ne qu'on porroit les estoiles nombrer
- B34 - Quant Theseus / Ne quier veoir
- B35 - Gais et jolis, liés, chantans et joieus
- B36 - Se pour ce muir qu'Amours ay bien servi
- B37 - Dame, se vous m'estes lointeinne
- B38 - Phyton, le mervilleus serpent
- B39 - Mes esperis se combat à Nature
- B40 - Ma chiere dame, à vous mon cuer envoy
- B41 - En amer a douce vie
- B42 - Dame, de qui toute ma joie vient

Rondeaux
- R1 - Dous viaire gracieus
- R2 - Helas ! pour quoy se demente et complaint
- R3 - Merci vous pri, ma douce dame chiere
- R4 - Sans cuer, dolens de vous departiray
- R5 - Quant j'ay l'espart
- R6 - Cinc, un, trese, huit, neuf d'amour fine
- R7 - Se vous n'estes pour mon guerredon née
- R8 - Vos dous regars, douce dame, m'a mort
- R9 - Tant doucement me sens emprisonnés
- R10 - Rose, liz, printemps, verdure
- R11 - Comment puet on miex ses maus dire
- R12 - Ce qui soustient moy, m'onneur et ma vie
- R13 - Dame, se vous n'avez aparceü
- R14 - Ma fin est mon commencement
- R15 - Certes, mon oueil richement visa bel
- R17 - Dix et sept, cinq, trese, quatorse et quinse
- R18 - Puis qu'en oubli sui de vous, dous amis
- R19 - Quant ma dame les maus d'amer m'aprent
- R20 - Douce dame, tant com vivray
- R21 - Quant je ne voy ma dame n'oy
- R22 - Dame, mon cuer en vous remaint

Virelays
- V1 - Hé ! dame de vaillance
- V2 - Loyauté vueil tous jours maintenir
- V3 - Aymi ! dame de valour
- V4 - Douce dame jolie
- V5 - Comment qu'à moy lonteinne
- V6 - Se ma dame m'a guerpi
- V7 - Puis que ma dolour agrée
- V8 - Dou mal qui m'a longuement
- V9 - Dame je vueil endurer
- V10 - De bonté, de valour
- V11 - Hé ! dame de valour
- V12 - Dame, à qui
- V13 - Quant je sui mis au retour
- V14 - J'aim sans penser laidure
- V15 - Se mesdisans en acort
- V16 - C'est force, faire le vueil
- V17 - Dame, vostre dous viaire
- V18 - Helas ! et comment aroie
- V19 - Diex, Biauté, Douceur, Nature
- V20 - Se d'amer me repentoie
- V21 - Je vivroie liement
- V22 - Foy porter
- V23 - Tres bonne et bele, me oueil
- V24 - En mon cuer ha un descort
- V25 - Tuit mi penser
- V26 - Mors sui, se je ne vous voy
- V27 - Liement me deport
- V28 - Plus dure qu'un dyamant
- V29 - Dame, mon cuer emportez
- V30 - Se je souspir parfondement
- V31 - Moult sui de bonne heure née
- V32 - De tout sui si confortée
- V33 - Dame, a vous sans retollir

Lais
- L1 - Loyauté, que point ne delay
- L2 - J'ain la flour
- L3 - Pour ce qu'on puist miex retraire
- L4 - Nuls ne doit avoir merveille
- L5 - Par trois raisons me vueil deffendre
- L6 - Amours doucement me tente
- L7 - Amis, t'amour me contreint (Le Lay des Dames)
- L8 - Un mortel la vueil commencier (Le Lay Mortel)
- L9 - Ne say comment commencier (Le Lay de l'Ymage)
- L10 - Contre ce dous mois de may (Le Lay de Nostre Dame)
- L11 - Le Lay de la Fonteinne|Je ne cesse de prier (Le Lay de la Fonteinne)
- L12 - S'onques dolereusement (Le Lay de Confort)
- L13 - Le Lay de Bonne Esperance|Longuement me sui tenus (Le Lay de Bonne Esperance)
- L14 - Malgré Fortune et son tour (Le Lay de Plour I)
- L15 - Pour vivre joliment (Le Lay de la Rose)
- L16 - Qui bien aimme à tart oublie (Le Lay de Plour II)
- L17 - Pour ce que plus proprement (Un Lay de Consolation)
- L18 - En demantant
- L19 - Qui n'aroit autre deport (Le Lay du Remede de Fortune)

Complainte
- Tels rit au main qui au soir pleure

Chant reial
- Joie, plaisance, et douce norriture

Motetes
- M1 - Quant em moy / Amour et biauté parfaite / Amara
- M2 - Tous corps qui de bien / De souspirant / Suspiro
- M3 - Hé ! Mors, com tu / Fine Amour / Quare
- M4 - De Bon Espoir / Puis qu'en la douce / Speravi
- M5 - Aucune gent / Qui plus aimme / Fiat
- M6 - S'il estoit nuls / S'amours tous / Et gaudebit
- M7 - J'ai tant mon cuer / Lasse ! je sui / Ego
- M8 - Qui es promesses de Fortune / Ha ! Fortune / Et non est
- M9 - Fons totius superbie / O livoris / Fera
- M10 - Hareu ! hareu ! / Helas ! où sera / Obediens
- M11 - Dame, je sui cils / Fins cuers dous
- M12 - Helas ! pour quoy virent / Corde mesto / Libera
- M13 - Tant doucement / Eins que ma dame / Ruina
- M14 - Maugré mon cuer / De ma dolour / Quia
- M15 - Amours qui a le pouoir / Faus Samblant / Vidi
- M16 - Lasse ! comment / Se j'aim / Pour quoy me bat
- M17 - Quant vraie amour / O series summe / Super
- M18 - Bone pastor Guillerme / Bone pastor
- M19 - Martyrum gemma latria / Diligenter / A Christo
- M20 - Trop plus est bele / Biauté parée / Je ne sui
- M21 - Christe, qui lux / Veni, creator / Tribulatio
- M22 - Tu qui gregem / Plange regni / Apprehende
- M23 - Felix virgo / Inviolata genitrix / Ad te

Misa
- Messe de Nostre Dame
  1. Kyrie
  2. Gloria
  3. Credo
  4. Sanctus
  5. Agnus Dei
  6. Ite missa est

Música instrumental
- Hoquetus David

## Discografía
- 1967 – Missa Tournai und Motetten. Capella Antiqua de Múnich, Konrad Ruhland, dir. (Telefunken 9517).
- 1977 – La fontaine amoureuse. Music for a While, Tom Klunis (narrador). (Arch 1773).
- 1987 – Machaut: The Mirror of Narcissus. Gothic Voices, Christopher Page. (Hyperion 66087).
- 1989 – Messe de Notre Dame. Hilliard Ensemble, Paul Hillier. (Hyperion 66358).
- 1994 – Remede de Fortune. Ensemble Project Ars Nova. (New Albion 068).
- 1997 – La Messe de Notre Dame. Ensemble Organum, Marcel Pérès. (Harmonia Mundi 1590).
- 1997 – Dreams in the Pleasure Garden: Machaut Chansons. Orlando Consort. (Deutsche Grammophon 57618).
- 1997 – Early Music (Lachrymae Antiquae). Kronos Quartet. (Nonesuch 79457).  Contiene Kyrie I, II y III de la Messe de Nostre Dame de Machaut.
- 2002 – Complete Motets. Ensemble Musica Nova, Lucien Kandel, dir. (Zig-Zag Territoires 021002).
- 2003 – Je, Guillaumes Dessus Nommez. Ensemble Gilles Binchois, Dominique Vellard. (Cantus 9804).
- 2003 – Unrequited: Music of Guillaume de Machaut. Liber unUsualis.
- 2004 – Zodiac, Ars Nova and Ars Subtilior in the Low Countries and Europe. Capilla Flamenca, Dirk Snellings. (Eufoda 1360).
- 2004 – La messe de Nostre Dame; Le Voir Dit. Oxford Camerata, Jeremy Summerly. (Naxos 53833).
- 2004 – Motets. Hilliard Ensemble. (ECM 1823).
- 2004 – Ma fin est mon commencement. Louis Thiry, órgano. (Hortus 35).
- 2009 – Ballades. Ensemble Musica Nova, Lucien Kandel. (Aeon 0982).
- 2009 – En un gardin. Les quatre saisons de l'Ars Nova. Capilla Flamenca, Dirk Snellings. (Musique en Wallonie 0852).  Contiene "Se vous n'estes" de Machaut.
- 2010 – Messe de Notre-Dame. Ensemble Musica Nova, Lucien Kandel. (Aeon 1093).
- 2010 – Art of Love: Music of Machaut. Robert Sadin et al. (DG 4741952).
- 2011 – Sacred and secular music. Messe de Nostre Dame. Ensemble Gilles Binchois, Dominique Vellard. (Brilliant Classics)